# Catenicella contei
Catenicella contei är en mossdjursart som först beskrevs av Jean Victor Audouin 1826.  Catenicella contei ingår i släktet Catenicella och familjen Catenicellidae. Inga underarter finns listade i Catalogue of Life.